# Guillaume Hoorickx
Guillaume „William“ Hoorickx (Pseudonym: Bill Orix) (* 12. April 1900 in Antwerpen; † 31. Oktober 1983 in Paris) war ein belgischer Eishockeyspieler, Maler, Widerstandskämpfer der Roten Kapelle und nachrichtendienstlicher Agent für die Sowjetunion.

## Leben
Hoorickx nahm für die belgische Nationalmannschaft an den Olympischen Winterspielen 1928 in St. Moritz teil. Mit seinem Team belegte er den achten von elf Rängen. Er selbst kam im Turnierverlauf zu drei Einsätzen. Auf Vereinsebene spielte er für CPA Antwerpen.
Hoorickx gehörte vom Herbst 1940 bis zum Ende des Jahres 1942 zum belgischen Netz Kent. Er war verheiratet mit Caroline, geborene Sterk, von der er jedoch vor dem Krieg geschieden wurde. 1940 machte ihn seine ehemalige Ehefrau mit ihrem Liebhaber Makarow bekannt, der Hoorickx anwarb und ihn in die Arbeit als Informant und Kurier einwies. Dazu nutzte Hoorickx Reisen nach Frankreich, die er im Auftrag ausführte. Im Februar 1941 übernahm ihn Gurewitsch als Verkäufer für seine Firma Simex. Das ermöglichte Hoorickx, als ständiger Kurier in Paris Informationen für Leopold Trepper und Gurewitsch zu übergeben und zu erhalten.
Hoorickx und sein Freund Henri Rauch verließen die Firma Simex auf den Rat von Trepper, um eine zusätzliche Absicherung zu haben. Hoorickx, Rauch und Charles Daniels (russisch Шарль Даниельс) gründeten gemeinsam eine neue Firma, deren Vorstand sich in Brüssel im gleichen Gebäude wie Simex befand. Ende 1941 unterhielt Hoorickx Kontakt zu Reimaker (russisch Реймекер) und besorgte ihm Dokumente für die Mitglieder seiner Organisation.
Die russische Malerin Anna Starizkaja (1908–1981) war während des Krieges die Geliebte von Hoorickx.
Am 28. Dezember 1942 wurde Hoorickx zusammen mit Anna verhaftet. Er kam in das  KZ Mauthausen, wo er als Arzt arbeitete. Am 2. Juni 1945 kehrte er nach Belgien zurück. 1946 heirateten Hoorickx Anna Starizkaja und beide arbeiten als Maler. Hoorickx, der das Pseudonym Bill Orix annaħm, verarbeitete in seinen Bildern zunächst seine Erlebnisse im KZ, wendete sich aber ab 1949 der abstrakten Malerei zu. Die folgenden Jahre lebte das Paar in Nizza und verlagerte 1952 seinen Lebensmittelpunkt nach Paris. 1957 trennte sich das Paar. Wegen fortschreitender Erblindung gab Hoorickx während seiner letzten Lebensjahre die Malerei auf. Nach dem Tod von Anna Starizkaja 1981 widmete er sich vor allem ihrem künstlerischen Nachlass. Er überlebte seine Frau um zwei Jahre.
Nach dem Krieg versuchte Hoorickx, die Firma Simex zu reorganisieren, um seine Beziehung zu Trepper zu ordnen. Im April 1946 übernahm er von Claude Spaak Dokumente, die dieser für Hersch und Miriam Sokol aufbewahrt hatte, die in den Gestapokellern gestorben waren. Im November 1946 besuchte ihn in Brüssel die ehemalige Geliebte von Kent, Georgie de Winter. Er hielt Kontakt zu Charles Daniels, der in der belgischen Hauptstadt wohnte.
Die sowjetische Botschaft in Brüssel versuchte mit Hilfe von Waltraud Heger (russisch Вальтрауд Хегер), der Stieftochter von Rauch, eine Verbindung zu Hoorickx aufzunehmen. 1954 erfuhren die belgischen Behörden, dass Hoorickx und seine Frau Anna Starizkaja in Paris, auf dem Prospekt Emile Zola NR. 150 wohnten und eine weitere Wohnung in Nizza hatten, wohin sie wegen der angeschlagenen Gesundheit von Hoorickx häufig fuhren. Im Polizeibericht von 1954 wurde vermerkt, dass Hoorickx verdächtigt wird, einer illegalen Spionagetätigkeit nachzugehen.